# Jeffrey Tucker
Jeffrey Albert Tucker (Fresno, Califórnia em 19 de dezembro de 1963) é um escritor, editor, empresário e libertário estadunidense.
Por muitos anos ele trabalhou para o congressista Ron Paul, o Mises Institute e para Lew Rockwell.
Em 2021, ele é Chief Liberty Officer (CLO) da Liberty.me. Ele é pesquisador adjunto do Mackinac Center for Public Policy, afiliado de pesquisa do Blockchain Innovation Hub do Royal Melbourne Institute of Technogy, e associado do Acton Institute.